# The Late Late Show
The Late Late Show er et irsk talkshow, er har kørt på RTÉ One siden 1962, hvilket gør det til verdens længste kørende talkshow. Det er det officielle flagskib for virksomheden Raidió Teilifís Éireann, der driver RTÉ One.
Programmet optages foran et publikum og sendes live hver fredag kl 21:30 (GMT) fra september til maj. Hvert program varer ca. 2 timer. Programmet betragtes som en irsk tv institution selv uden for Irland.
Oprindeligt var programmet tiltænkt et nichepublikum og blev sendt lørdag fra 23:30. Det blev sendt fra Studie 1 på RTÉ, hvor der kun var plads til 100 publikummer. Dette blev ændret i 1995, hvor programmet flyttede over i RTÉ's studie 4, der er kanalens største studie.
Flere bands og musikere har haft deres første tv-optræden i programmet. Dette indbefatter The Boomtown Rats (1977), Boyzone, Mary Coughlan (1985), Crystal Swing (2010), Hothouse Flowers, Sinéad O'Connor, U2 (1980), Finbar Wright og Wonderland.

## Værter
- Gay Byrne 1962–1964 og igen fra 1965-1999
- Frank Hall 1964
- Pat Kenny 1999–2009
- Ryan Tubridy 2009– nu